# بازار مسگری کرمان
بازار مسگری کرمان قسمتی از مجموعه گنجعلی‌خان است که از عهد صفویه در کرمان به یادگار مانده‌است.

## موقعیت
این بازار شامل دو قسمت شرقی-غربی و شمال-جنوبی است. قسمت شرقی-غربی آن از ورودی مجموعه گنجعلی‌خان تا ابتدای بازار کلاه مالی ادامه دارد و موزه ضرابخانه نیز داخل آن قرار دارد. قسمت شمال-جنوبی آن نیز از ورودی شمالی مجموعه گنجعلی‌خان شروع می‌شود و تا چهارسوق گنجعلیخان ادامه دارد. آب انبار گنجعلی‌خان نیز در همین قسمت واقع شده‌است. ابعاد بازار مسگری غربی (شمال-جنوبی) ۴۳۵/۵ متر و مساحت آن ۲۳۶/۵ مترمربع می‌باشد. طول بازار مسگری شمالی (شرقی-غربی) نیز ۹۸ متر و عرض آن ۶ متر و مساحت آن ۵۸۸ مترمربع است.

## پیشینه
کرمان به دلیل همجواری با معادن مس از ۵۰۰۰ سال پیش تاکنون یکی از مراکز مهم ساخت ظروف مسی و تزیینات روی آن به حساب می‌آید. در هنر قلم‌زنی به روش سطح‌کاری که خاص منطقه کرمان است، صنعتگر از ایجاد هرگونه فرورفتگی در سطح ظروف مسی پرهیز می‌کند و فقط براساس طرح مورد نظر با قلم‌هایی برروی مس خط می‌اندازد یا با قلم‌هایی که بافت‌های گوناگون دارند بر سطح فلز بافت ایجاد می‌کند.
صنعت مسگری کرمان از پیشینه چند هزار ساله برخوردار است به طوری که حفاری‌های انجام شده در تل ابلیس در ۱۷ کیلومتری جنوب شرق بردسیر کرمان نشان می‌دهد، حدود ۶۰۰۰ سال قبل مردمان این ناحیه موفق به ذوب مس در کوره‌های ابتدایی و ساخت ابزار و ظروف مسی شده‌اند. باستان‌شناسان همچنین در بررسی‌های منطقه شهداد به نقاط بسیاری برخوردند که آثار کهن‌تری دربرداشته و سطح زمین آنها پوشیده از سر گدازه کوره ذوب فلزات مس بوده‌است.
مسگری کرمان تا اواخر حکومت صفویه به صورت مستمر و پیوسته به حیات رو به رشد خود ادامه داد تا این‌که در اواخر حکومت صفویه، ورود کالاهای اروپایی به بازار ایران موجب انحطاط صنایع فلزی در کرمان شد و این قضیه تا آنجا ادامه یافت تا این صنعت ضربه نهایی را در هجوم خان قاجار متحمل شد؛ ضربه‌ای که بعد از آن صنعت فلزکاری و مسگری کرمان نتوانست از زیر بار آن کمر راست کند.

## وضعیت کنونی
استفاده از ظروف چینی به جای ظروف مسی، افزایش جهانی قیمت مس و افزایش دستمزد هنرمندان مسگر باعث شده استفاده از ظروف و وسایل تزیینی مس کاهش پیدا کند. به دلیل وجود انواع و اقسام ظروف که استفاده از آنها به مراتب راحت‌تر و پخت‌وپز در آن کم ضررتر است طبیعتاً ساختن ظروف مسی نمی‌تواند بازار خوبی داشته باشد به همین جهت مسگران اغلب به ساخت وسایلی که بیشتر جنبه تزیینی دارد می‌پردازند. اگر چه هنوز صدای چکش‌های مسگری در کرمان خاموش، نشده ولی هجوم ظروف و وسایل تزیینی مسی هندی و چینی به بازار آخرین نقطه حیات مسگری کرمان است.

## نگارخانه

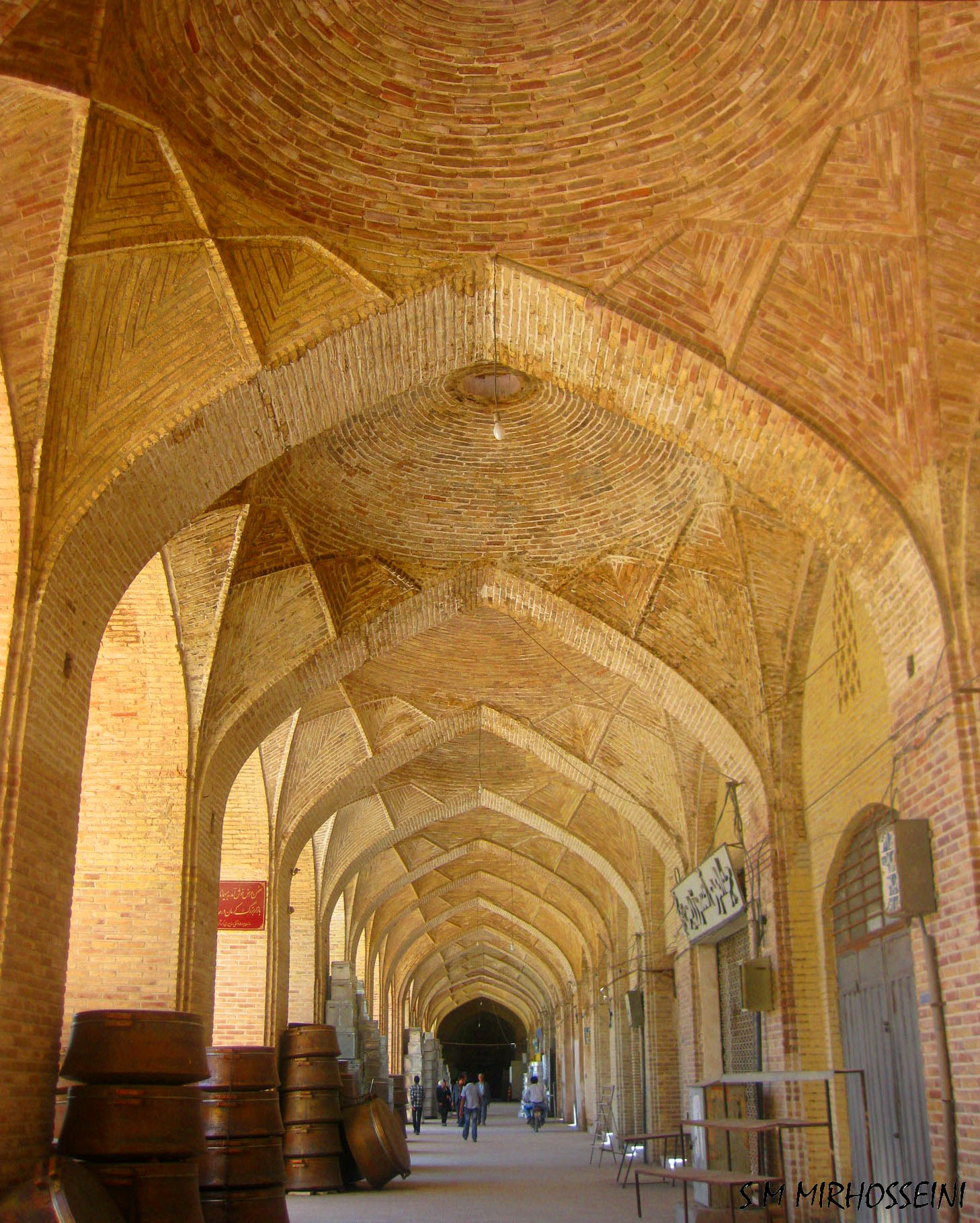
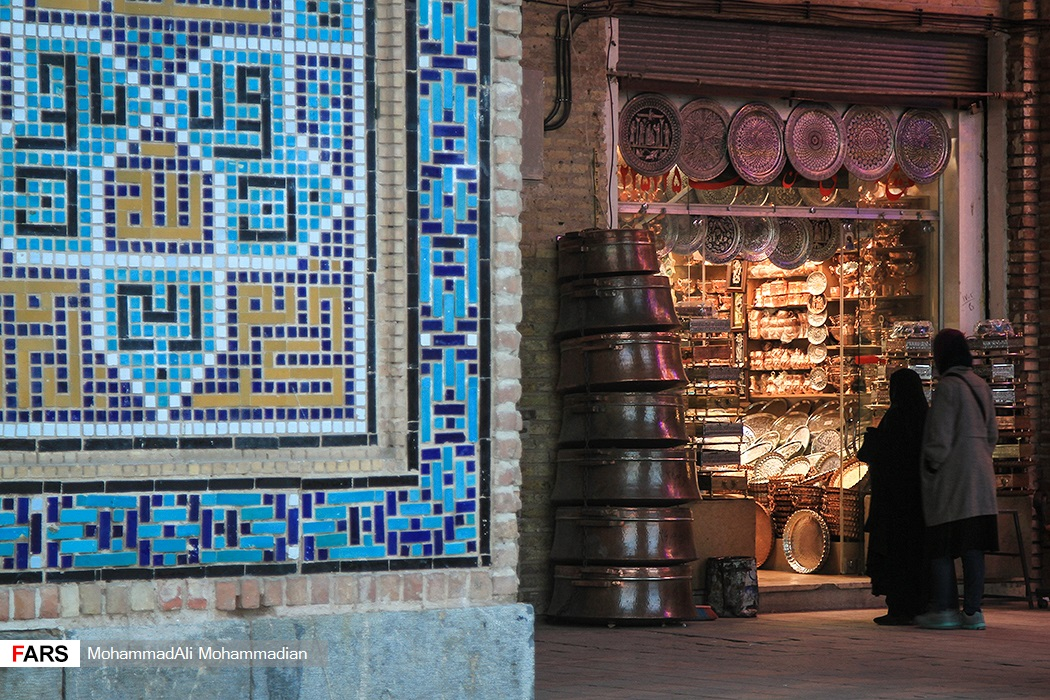
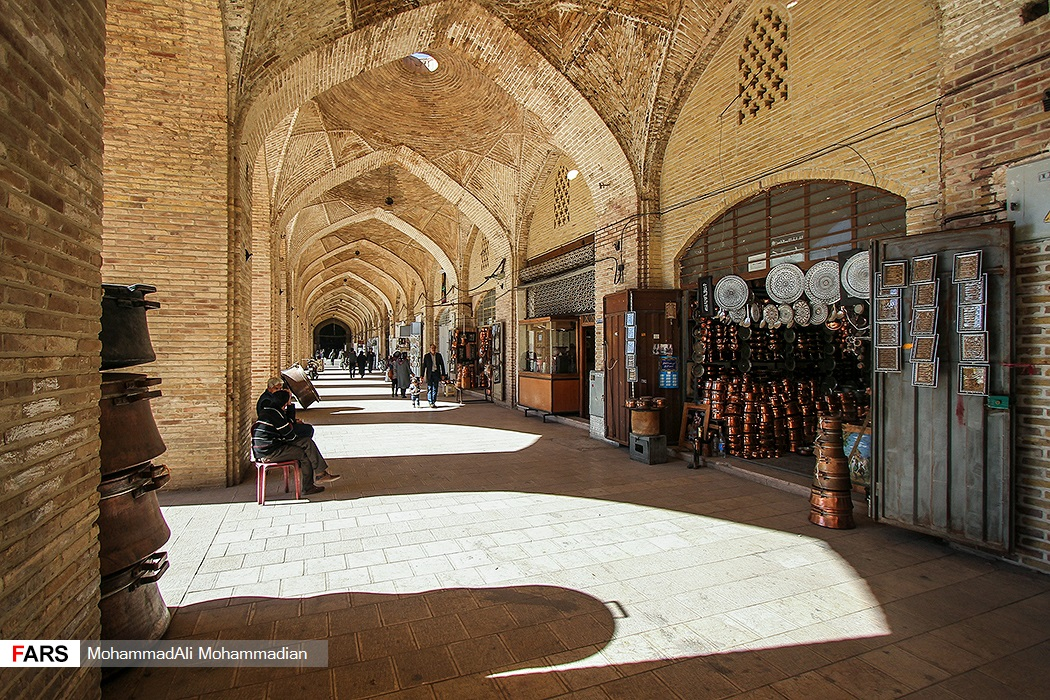
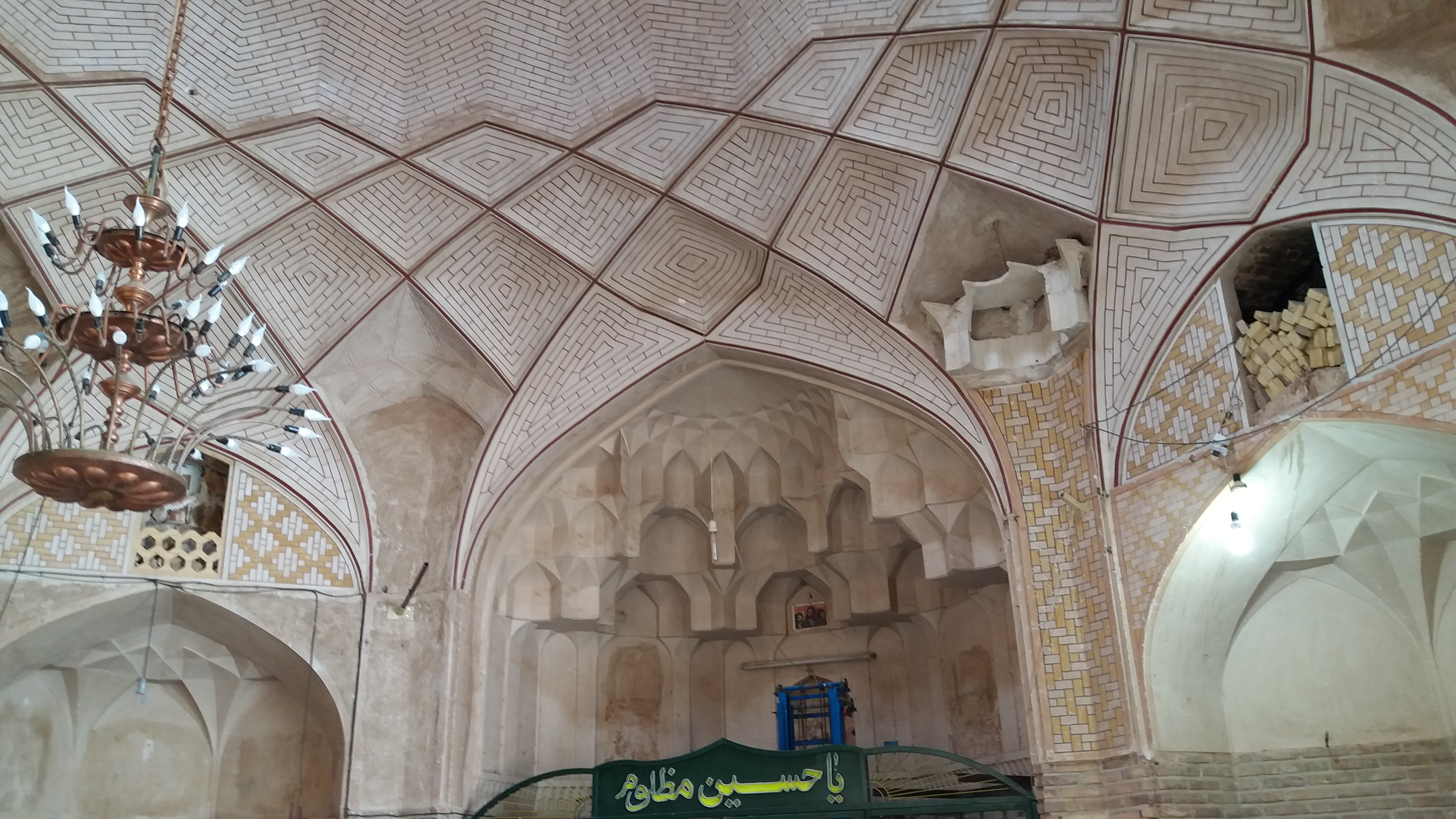
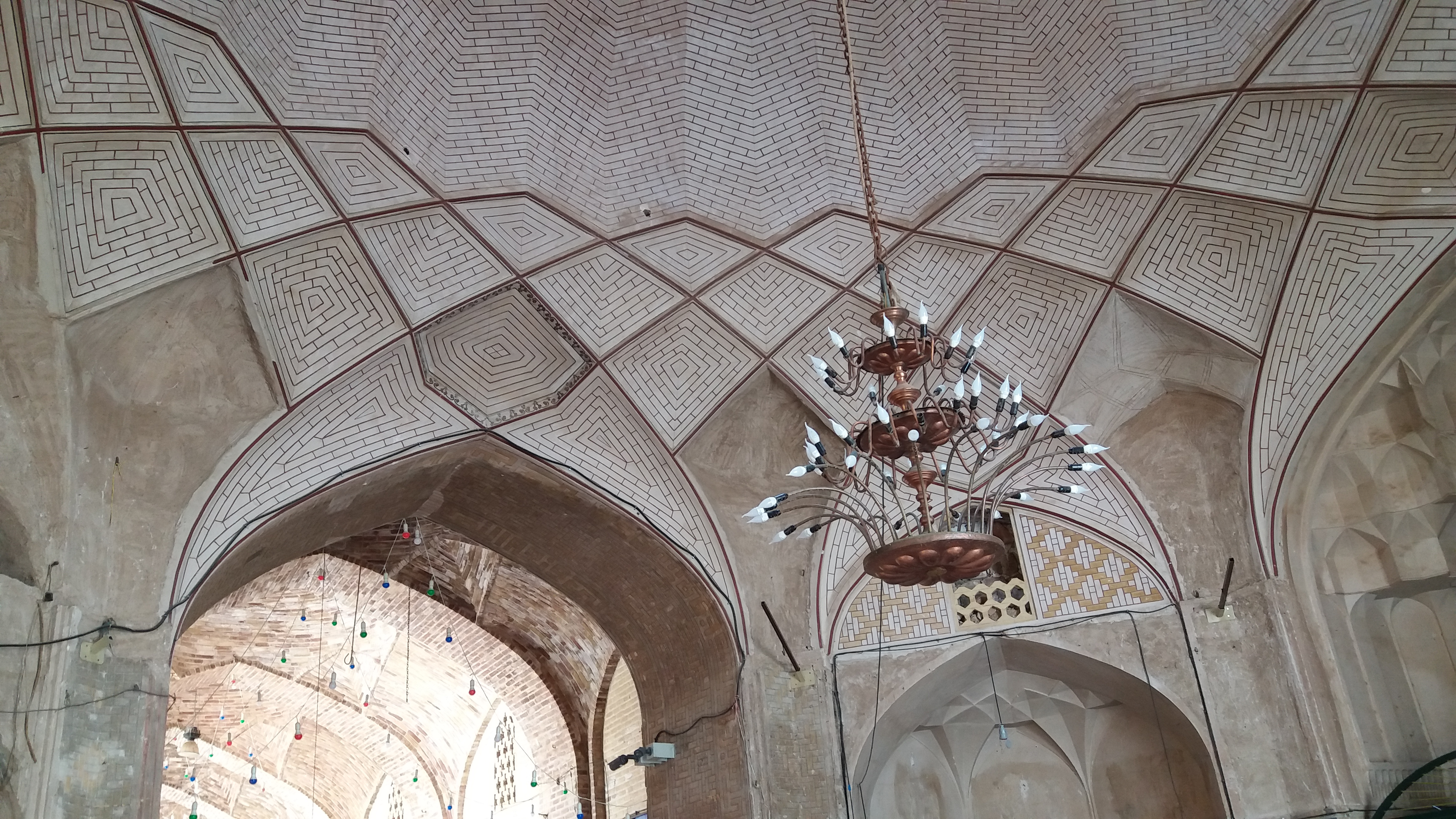
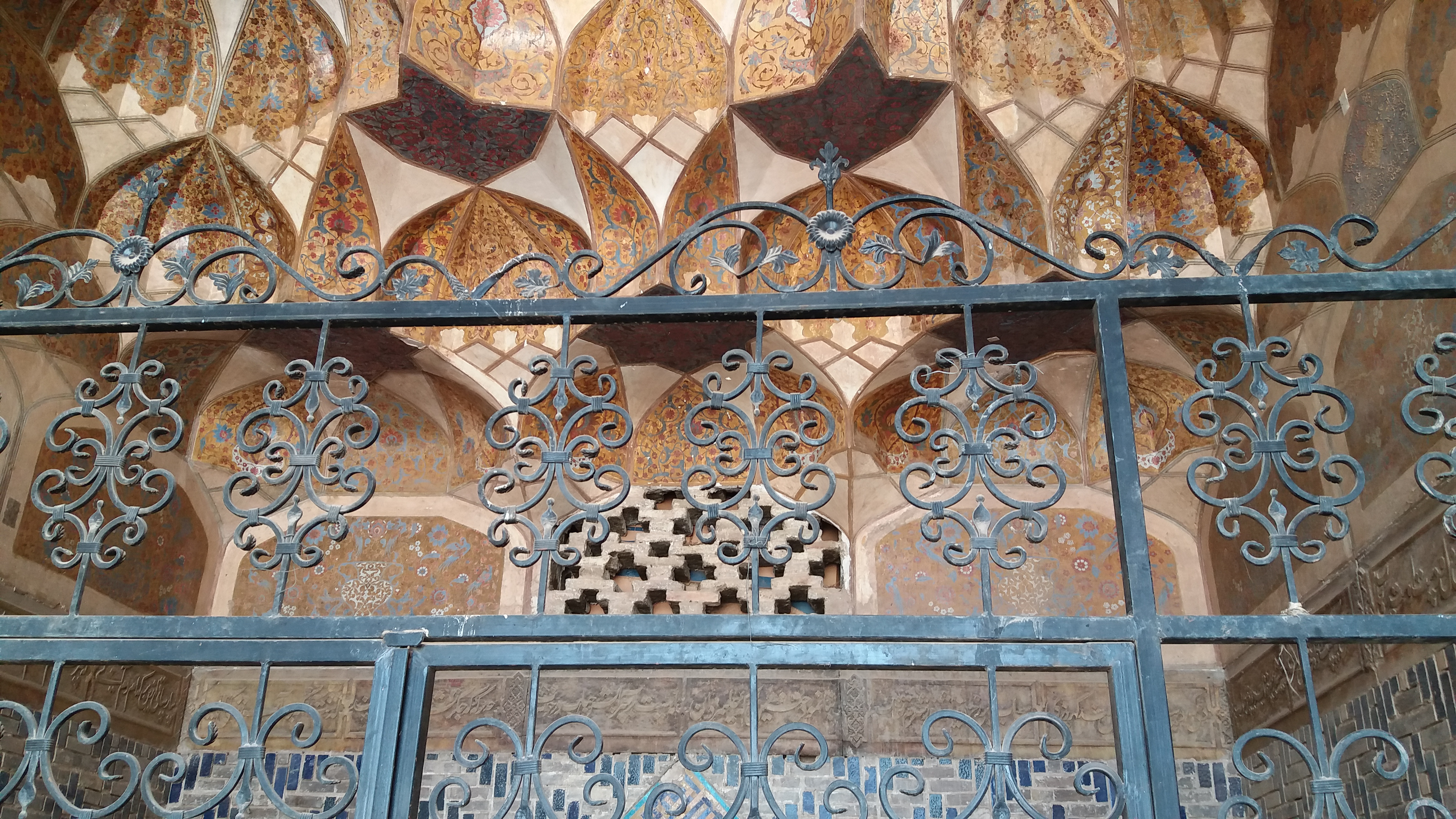
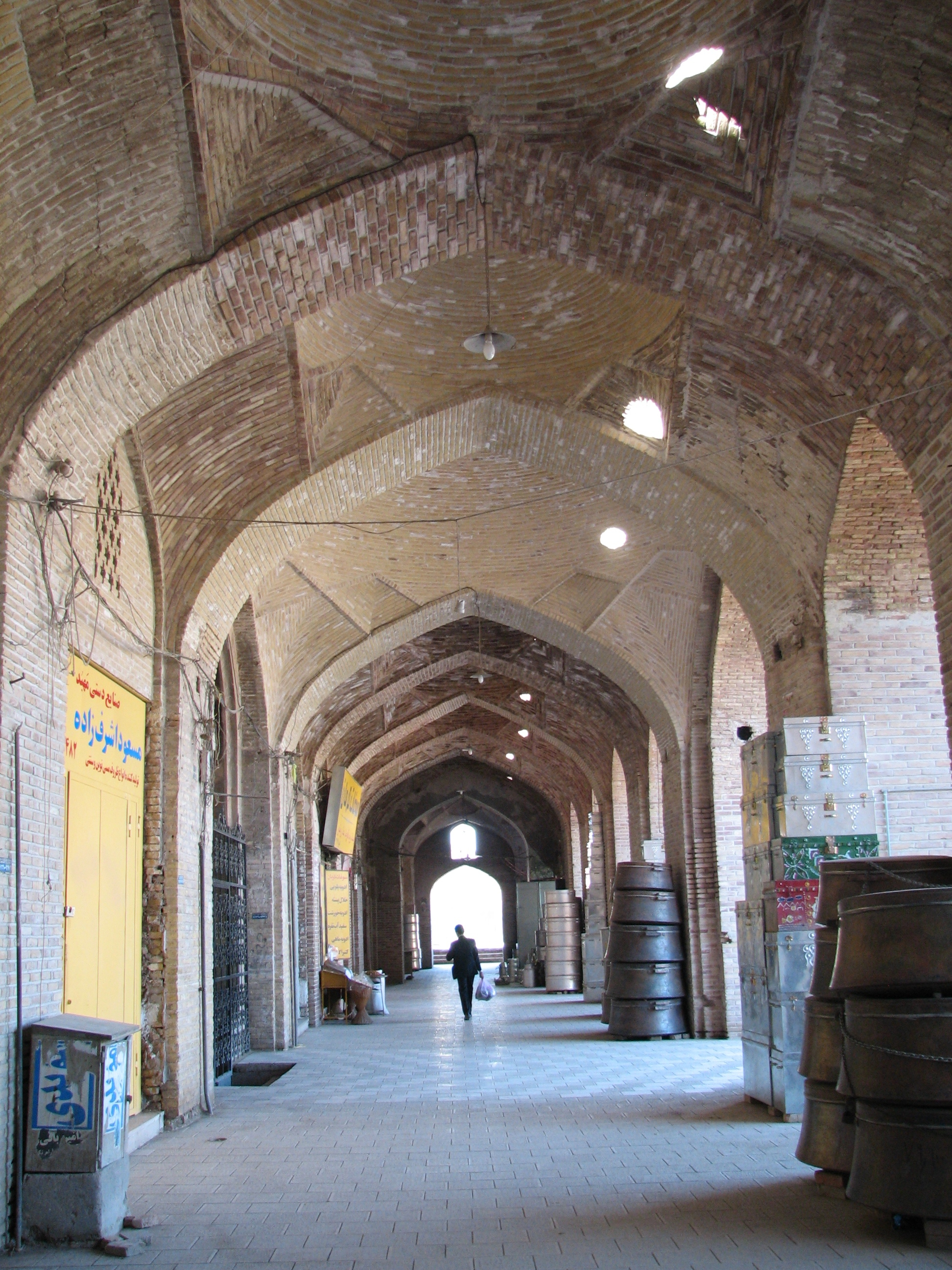
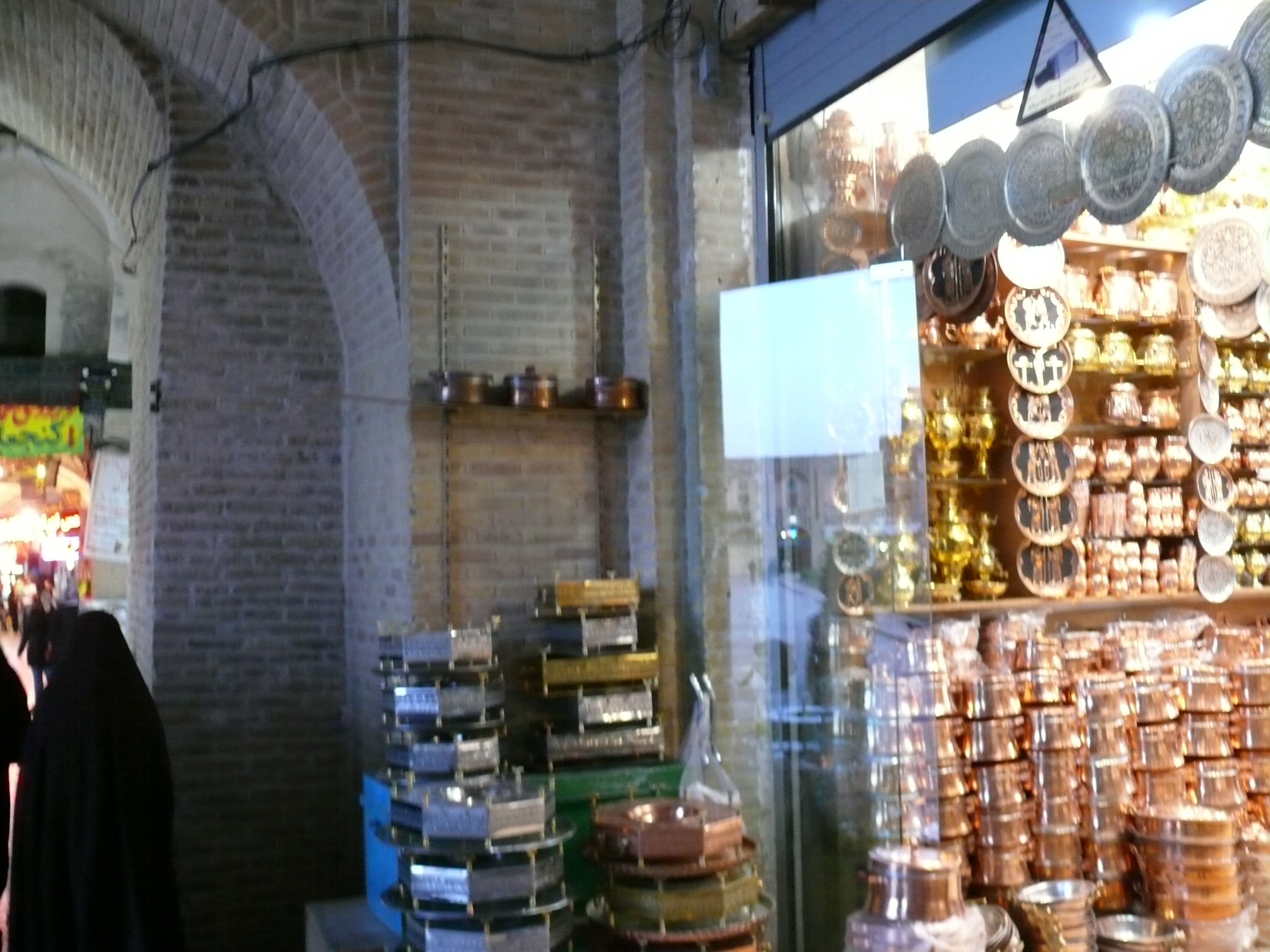
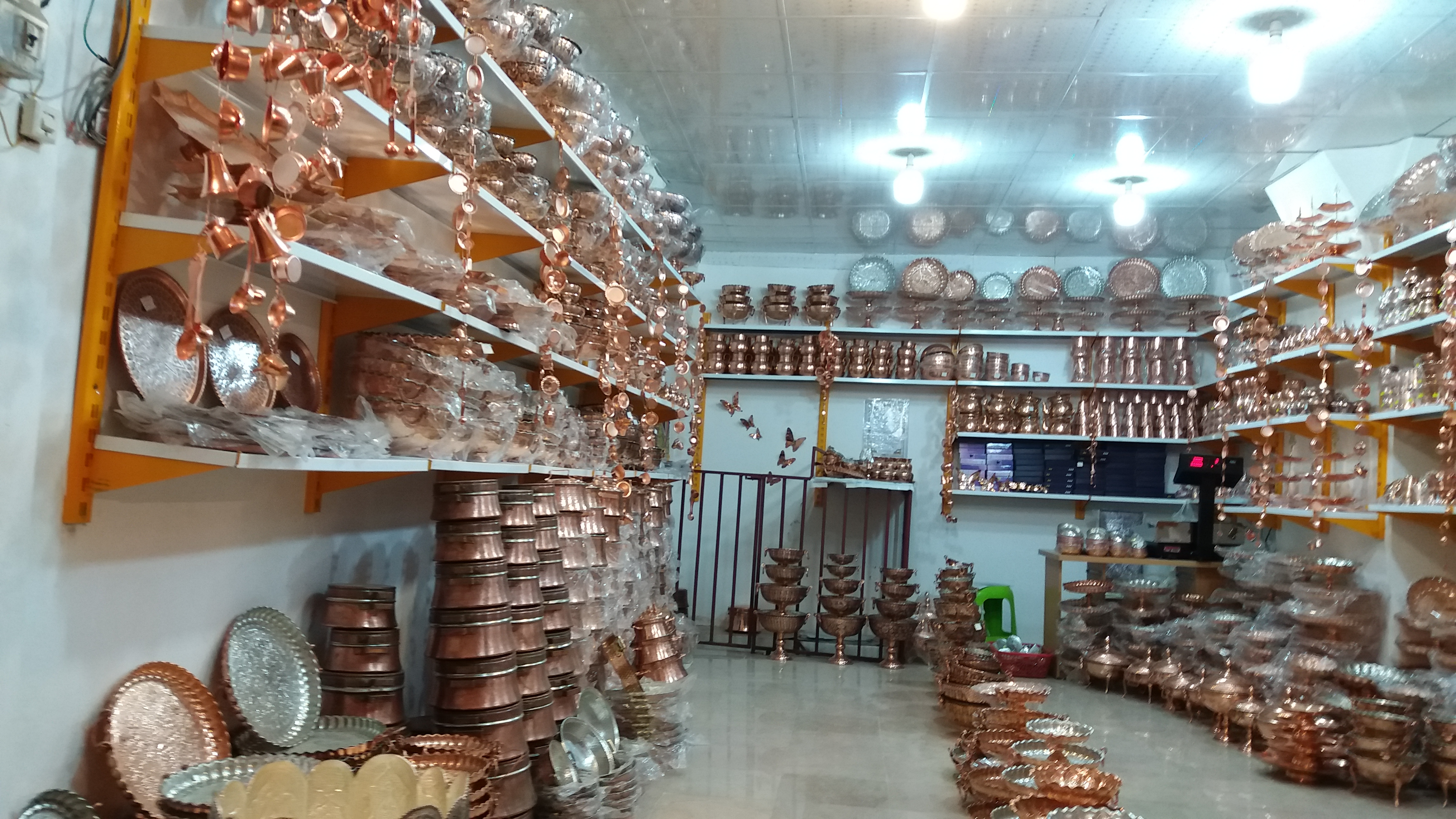
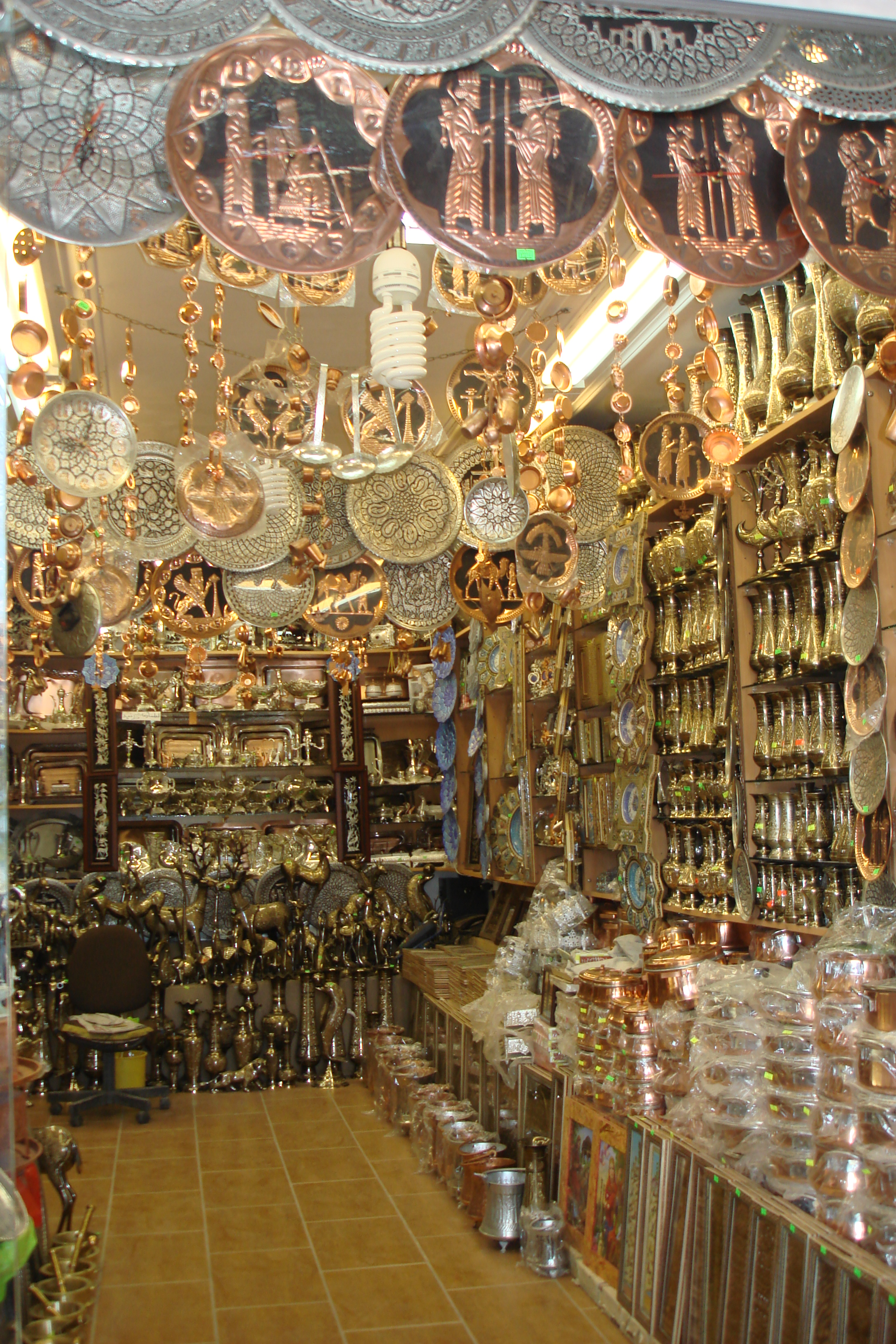
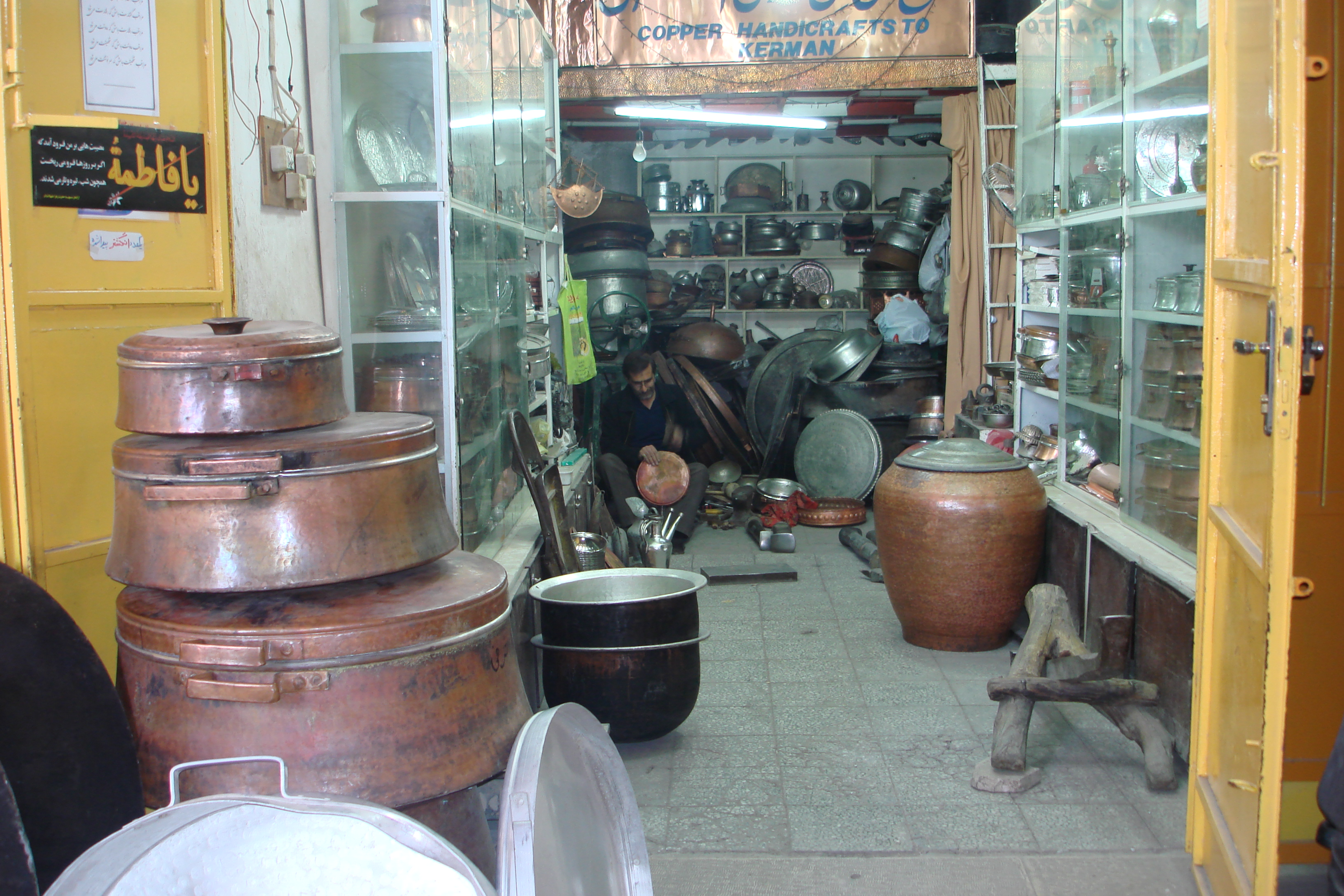
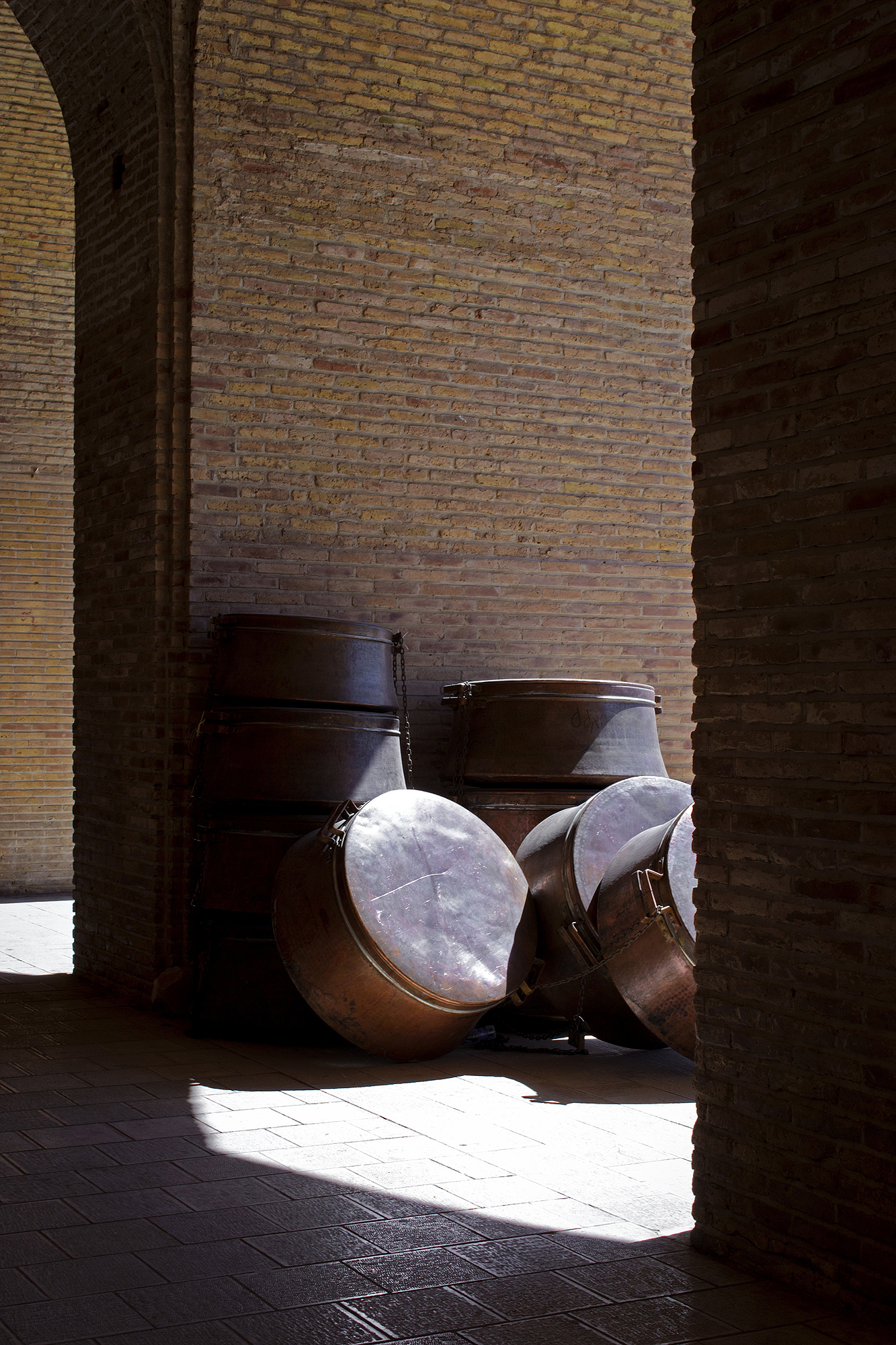
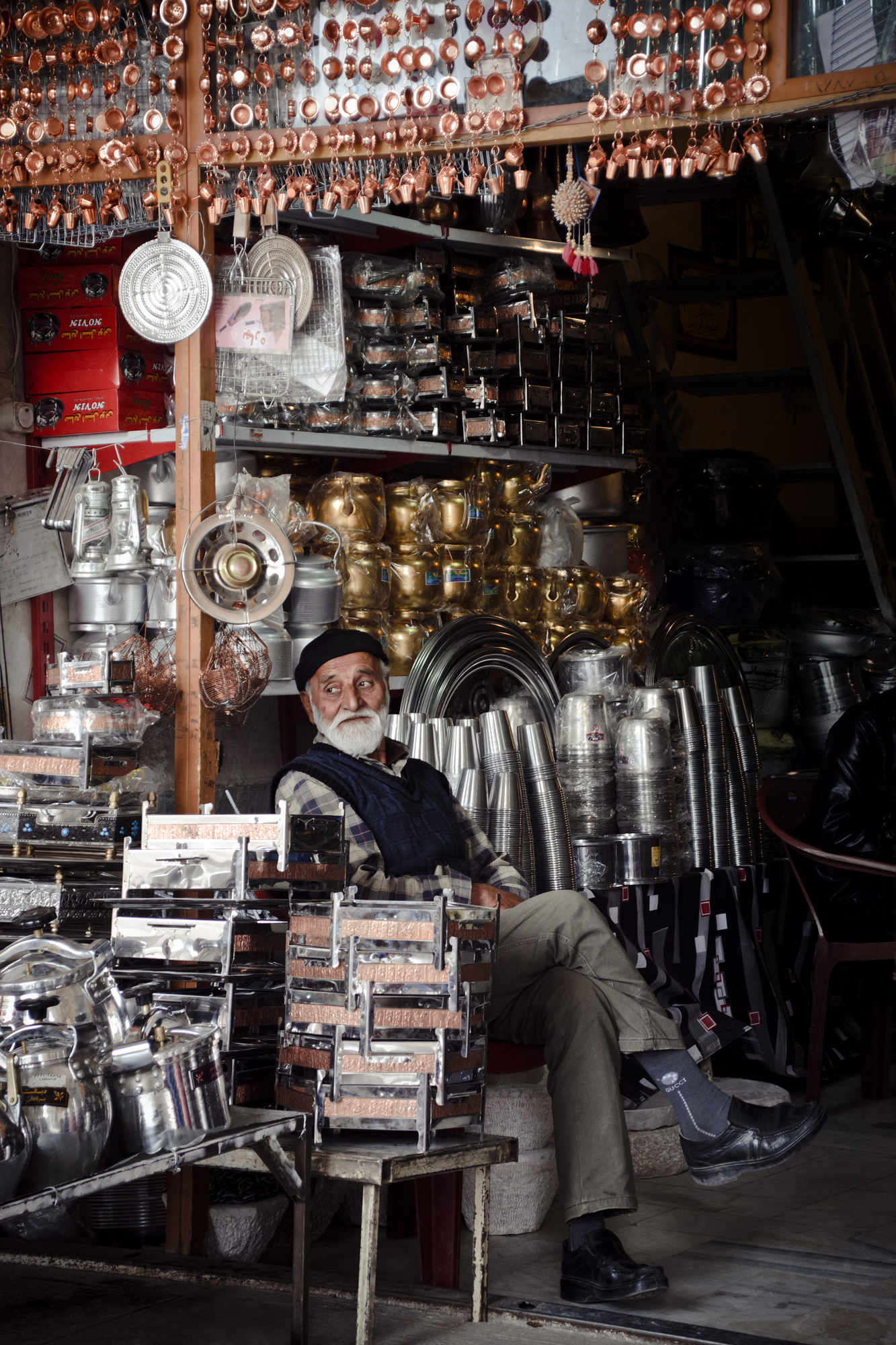
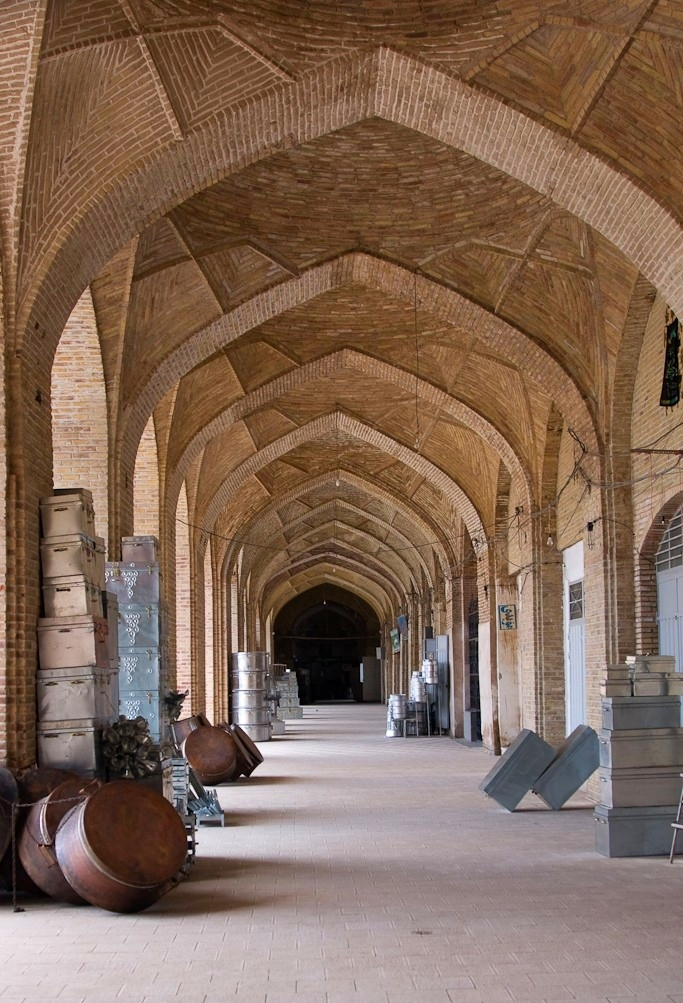